# The Optimist (album Grzegorza Nagórskiego)
The Optimist – trzeci album polskiego puzonisty jazzowego Grzegorza Nagórskiego, wydany jako projekt Grzegorz Nagórski Euphonium Electric Quartet dnia 29 sierpnia 2017 przez oficynę Soliton. Album uzyskał nominację do nagrody Fryderyka 2018.

## Lista utworów
1. Waltz for My Mom
2. Dreamer
3. The Optimist
4. Fort "A"
5. A View from My Window
6. World in Bright Colors